# 116. oklepni konjeniški polk (ZDA)
Za druge 116. polke glejte 116. polk.
116. oklepni konjeniški polk (angleško 116th Armored Cavalry Regiment) je bil oklepni konjeniški polk Kopenske vojske Združenih držav Amerike.

## Zgodovina
Polk je bil leta 1994 preoblikovan v 116. konjeniško brigado.